# دندروب فاخر
دندروب فاخر هو نوع من جنس دندروب في الفصيلة السحلبية الأسترالية شديدة التغير. يمكن العثور على أصنافها في مجموعة من الموائل مثل النباتات الهوائية (على فروع أو جذوع الأشجار) أو النباتات الصخرية . لها توزع مستمر على طول الساحل الشرقي لأستراليا وفي مجموعات سكانية متميزة على طول مدار الجدي . وباعتبارها نباتًا صخريًا، فإنها تشكل مستعمرات ضخمة منتشرة على الصخور وواجهات الجرف، وغالبًا ما تتعرض لأشعة الشمس الكاملة، حيث تشكل جذورها طبقات كثيفة متشابكة عبر الصخر الذي يثبت النبات. يمكن العثور عليها على ارتفاعات من مستوى سطح البحر إلى 900 متر (3,000 قدم) . 